# Fussball Mannschaft Frisch Auf
Fussball Mannschaft Frisch Auf foi um clube de futebol brasileiro, sediado na cidade de Porto Alegre, no estado do Rio Grande do Sul. Suas cores eram preto, vermelho e branco. Disputava a Liga de Futebol de Porto Alegre.

## História
O Frisch Auf foi fundado em 31 de maio de 1909, por iniciativa do ex-jogador do Grêmio, George Black. O time era uma extensão da Sociedade de Ginástica Porto Alegre - SOGIPA. Em 1910, o clube inaugura o seu estádio, no bairro São João, mesmo local onde hoje localiza-se o estádio olímpico da SOGIPA, o Estádio José Carlos Daudt. Em 1917, o Frisch Auf é extinto.